# Mlađan Janović
Mlađan Janović (in montenegrino Млађан Јановић; Cattaro, 11 giugno 1984) è un ex pallanuotista montenegrino e precedentemente jugoslavo, fino alla definitiva conclusione dell'esperienza federativa della Jugoslavia avvenuta nel 2003, nonché serbo-montenegrino, fino alla scissione della Serbia e Montenegro in due stati indipendenti occorsa nel 2006.

## Biografia
È il fratello minore di Nikola, anche lui pallanuotista di livello internazionale.
A partire dal 2009 gioca a Savona: con la formazione ligure vince due Coppe LEN ed è finalista in Coppa Italia e in Supercoppa LEN. Dalla stagione 2014-2015 gioca nel Galatasaray. Nel 2016 si trasferisce in Grecia con la calottina del Olympiakos. Nella stagione 2017-2018 ritorna in Italia firmando un contratto annuale per l'AN Brescia, contratto rinnovato anche per la stagione 2018-2019. Con la formazione lombarda è per tre volte vicecampione d'Italia e finalista in Coppa Italia.
Con la nazionale ha conquistato due medaglie d'oro, una alla World League di Podgorica del 2009 ed una agli europei di Malaga del 2008, e tre argenti: uno alla World League di Niš del 2010 e due argenti europei. 
È dirigente della nazionale del Montenegro.

## Palmarès

### Club
- Campionato francese: 2

Marsiglia: 2006-07, 2007-08
- Campionato montenegrino: 1

Primorac: 2008-09
- Coupe de France: 1

Marsiglia: 2006-07
- Coppa di Montenegro maschile: 1

Primorac: 2008-09
- Eurolega: 1

Primorac: 2008-09
- Coppe LEN: 2

Savona: 2010-11, 2011-12
- Campionato italiano: 1

Pro Recco: 2013-14
- Coppe Italia: 1

Pro Recco: 2013-14
- Campionato turco: 1

Galatasaray: 2014-15
- Campionato greco: 1

Olympiakos: 2016-17

### Nazionale
- Mondiali

Barcellona 2013: 
- Europei

Malaga 2008: 
Eindhoven 2012: 
Belgrado 2016: 
- World League

Podgorica 2009: 
Niš 2010: 
Dubai 2014: 